# Refugiehuis van de abdij van Nazareth

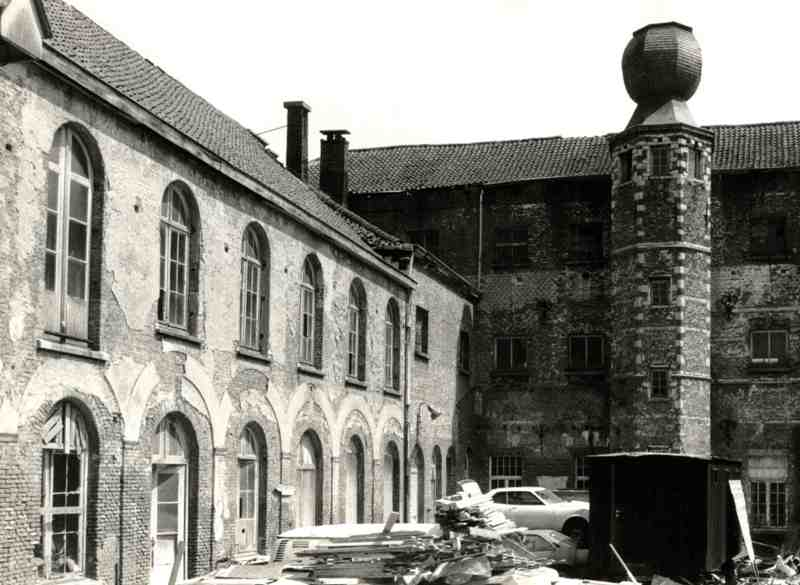
Refugiehuis

Het Refugiehuis van de abdij van Nazareth is een voormalig refugiehuis in de Antwerpse stad Lier, gelegen aan Blokstraat 7.

## Geschiedenis
Dit refugiehuis werd vermoedelijk in 1543 gebouwd voor de Abdij Onze-Lieve-Vrouw van Nazareth, die nabij Lier was gevestigd. Het huis bevatte onder andere een kapel, een refter een keuken en een slaapzaal. De abdij werd in 1579 verwoest.
De zusters verbleven nog van 1583-1616 in het refugiehuis. Daarna verhuurden de zusters het aan particulieren. In de 18e eeuw werd er nog een koetshuis aangebouwd. In 1785 werd het huis onteigend om als militair hospitaal te gaan dienen. In 1789, tijdens de Brabantse Omwenteling, werd het refugiehuis beschadigd. In 1798 werd het onteigend en openbaar verkocht.
In 1847 werd het pand gebruikt als zijdefabriek en opslagplaats voor dranken van Richard Jeune en Cie.. In 1858 werd het huis aangekocht door de gemeente en als kazerne ingericht. Van 1949-1974 diende het gebouw als stadsmagazijn. In 1986 werd het huis gerenoveerd.

## Gebouw
Het gebouw werd in de 19e eeuw sterk gewijzigd en met een verdieping verhoogd. De achtergevel toont sporen van de oorspronkelijke bouw in baksteen en zandsteen. Ook bevindt zich hier een achthoekige traptoren in de oorspronkelijke stijl, met peervormige spits.